# Helena Gleichen
Helena Gleichen (Lady Helena Emily Gleichen; 1. února 1873, Londýn – 28. ledna 1947, Cam) byla britská malířka krajin, květin a zvířat, se zvláštní vášní pro koně. Během první světové války sloužila jako řidička sanitky a rentgenoložka ve Francii a Itálii, kde získala hodnost majora. Byla vyznamenána Řádem britského impéria a Nejctihodnějším řádem sv. Jana Jeruzalémského.

## Rodina a mládí
Helena se narodila jako nejmladší potomek prince Viktora z Hohenlohe-Langenburgu, synovce královny Viktorie, sochaře a námořního důstojníka, a jeho morganatické manželky Laury, dcery admirála George Francise Seymoura. Helenin bratr Edward Gleichen byl profesionální voják a autor několika knih, nejstarší sestra Feodora Gleichen byla sochařkou.
15. prosince 1885 bylo ve dvorním oběžníku vyhlášeno, že královna povoluje Helenině matce sdílet u britského dvora titul svého manžela; nadále byli její rodiče známí jako Jejich Jasnosti princ a princezna Viktor z Hohenlohe-Langenburgu. Královna však nerozšířila privilegium na jejich děti, přestože jim dovolila užívat jejich německý titul hraběte a hraběnek. 12. června 1913 byla Heleně a jejím sestrám, hraběnkách Feodoře a Valdě Gleichen, udělena přednost před dcerami vévodů z anglické šlechty.
Helena byla nejdříve vzdělávána soukromě, pak studovala v Rollshovenu a na škole malby zvířat Franka Calderona. Také se učila pod Frankem Brangwynem a Arthurem Lemonem, kteří oba ovlivnili její práci. V roce 1904 pomáhala ilustrovat Younghusbandovu expedici do Tibetu.

## První světová válka
Když vypukla první světová válka, stala se Helena dobrovolně řidičkou sanitky a překladatelkou v britské nemocnici ve Francii. Na návrh francouzského chirurga studovala se svou přítelkyní Ninou Hollingsovou v Paříži a Londýně rentgenografii. Poté, co byly odmítnuty britským a francouzským válečným úřadem, odešly do Itálie, kde jim byla udělena hodnost majora v italské armádě.
Helena vedla 4. radiografickou jednotku britského Červeného kříže umístěnou ve vile Zucco v italském Cormons. Později obdržela italskou bronzovou medaili za vojenskou udatnost a byla jmenována dámou milosti Maltézského řádu a v roce 1920 dostala Řád britského impéria. Byla členkou Society of Antiquaries v Londýně. Na počátku roku 1918 se vzdala svých německých titulů a přijala titul a hodnost markýzovy dcery.

## Pozdější život
Helena pracovala v bývalém ateliéru svého otce v St James's Palace naproti Friary Court. Její rodinný dům byl nesourodý statek nazývaný Hellens Manor v Much Marcle v Herefordshire, který byl během druhé světové války využíván Tate Gallery pro bezpečné skladování uměleckých děl. Během války Helena zorganizovala své zaměstnance, asi 80 mužů, do soukromé armády, kterou učila vojenskou taktiku a střelbu.
Její paměti, Kontakty a kontrasty, ilustrované reprodukcemi jejích obrazů, byly vydány v roce 1940. Zemřela 28. ledna 1947, tři dny před svými 74. narozeninami. Pamětní deska všech čtyř sourozenců se nachází v krematoriu Golders Green.

## Vývod z předků
|                 |                                     |  |                                               |                                           |  |  |  |  |  |  |  | Kristián Albrecht z Hohenlohe-Langenburgu |
|                 |                                     |  |                                               |                                           |  |  |  |  |  |  |  |                                           |
|                 | Karel Ludvík Hohenlohe-Langenburský |  |                                               |                                           |  |  |  |  |  |  |  |                                           |
|                 |                                     |  |                                               |                                           |  |  |  |  |  |  |  |                                           |
|                 |                                     |  |                                               | Karolína Stolbersko-Gedernská             |  |  |  |  |  |  |  |                                           |
|                 |                                     |  |                                               |                                           |  |  |  |  |  |  |  |                                           |
|                 | Arnošt I. z Hohenlohe-Langenburgu   |  |                                               |                                           |  |  |  |  |  |  |  |                                           |
|                 |                                     |  |                                               |                                           |  |  |  |  |  |  |  |                                           |
|                 |                                     |  |                                               | Jan II. Kristián ze Solms-Baruth          |  |  |  |  |  |  |  |                                           |
|                 |                                     |  |                                               |                                           |  |  |  |  |  |  |  |                                           |
|                 | Amálie Henrietta ze Solms-Baruth    |  |                                               |                                           |  |  |  |  |  |  |  |                                           |
|                 |                                     |  |                                               |                                           |  |  |  |  |  |  |  |                                           |
|                 |                                     |  |                                               | Frederika Luisa Reuss-Köstritz            |  |  |  |  |  |  |  |                                           |
|                 |                                     |  |                                               |                                           |  |  |  |  |  |  |  |                                           |
|                 | Viktor z Hohenlohe-Langenburgu      |  |                                               |                                           |  |  |  |  |  |  |  |                                           |
|                 |                                     |  |                                               |                                           |  |  |  |  |  |  |  |                                           |
|                 |                                     |  |                                               | Karel Fridrich Vilém Leiningenský         |  |  |  |  |  |  |  |                                           |
|                 |                                     |  |                                               |                                           |  |  |  |  |  |  |  |                                           |
|                 | Emich Karel Leiningenský            |  |                                               |                                           |  |  |  |  |  |  |  |                                           |
|                 |                                     |  |                                               |                                           |  |  |  |  |  |  |  |                                           |
|                 |                                     |  |                                               | Kristýna ze Solms-Rödelheim und Assenheim |  |  |  |  |  |  |  |                                           |
|                 |                                     |  |                                               |                                           |  |  |  |  |  |  |  |                                           |
|                 | Feodora Leiningenská                |  |                                               |                                           |  |  |  |  |  |  |  |                                           |
|                 |                                     |  |                                               |                                           |  |  |  |  |  |  |  |                                           |
|                 |                                     |  |                                               | František Sasko-Kobursko-Saalfeldský      |  |  |  |  |  |  |  |                                           |
|                 |                                     |  |                                               |                                           |  |  |  |  |  |  |  |                                           |
|                 | Viktorie Sasko-Kobursko-Saalfeldská |  |                                               |                                           |  |  |  |  |  |  |  |                                           |
|                 |                                     |  |                                               |                                           |  |  |  |  |  |  |  |                                           |
|                 |                                     |  |                                               | Augusta Reuss Ebersdorf                   |  |  |  |  |  |  |  |                                           |
|                 |                                     |  |                                               |                                           |  |  |  |  |  |  |  |                                           |
| Helena Gleichen |                                     |  |                                               |                                           |  |  |  |  |  |  |  |                                           |
|                 |                                     |  |                                               |                                           |  |  |  |  |  |  |  |                                           |
|                 |                                     |  | Francis Seymour-Conway, 1. markýz z Hertfordu |                                           |  |  |  |  |  |  |  |                                           |
|                 |                                     |  |                                               |                                           |  |  |  |  |  |  |  |                                           |
|                 | Hugh Seymour                        |  |                                               |                                           |  |  |  |  |  |  |  |                                           |
|                 |                                     |  |                                               |                                           |  |  |  |  |  |  |  |                                           |
|                 |                                     |  |                                               | Isabella FitzRoy                          |  |  |  |  |  |  |  |                                           |
|                 |                                     |  |                                               |                                           |  |  |  |  |  |  |  |                                           |
|                 | George Francis Seymour              |  |                                               |                                           |  |  |  |  |  |  |  |                                           |
|                 |                                     |  |                                               |                                           |  |  |  |  |  |  |  |                                           |
|                 |                                     |  |                                               | James Waldegrave, 2. hrabě Waldegrave     |  |  |  |  |  |  |  |                                           |
|                 |                                     |  |                                               |                                           |  |  |  |  |  |  |  |                                           |
|                 | Anne Horatio Waldegrave             |  |                                               |                                           |  |  |  |  |  |  |  |                                           |
|                 |                                     |  |                                               |                                           |  |  |  |  |  |  |  |                                           |
|                 |                                     |  |                                               | Maria Walpole                             |  |  |  |  |  |  |  |                                           |
|                 |                                     |  |                                               |                                           |  |  |  |  |  |  |  |                                           |
|                 | Laura von Gleichen                  |  |                                               |                                           |  |  |  |  |  |  |  |                                           |
|                 |                                     |  |                                               |                                           |  |  |  |  |  |  |  |                                           |
|                 |                                     |  |                                               | Augustus Berkeley, 4. hrabě z Berkeley    |  |  |  |  |  |  |  |                                           |
|                 |                                     |  |                                               |                                           |  |  |  |  |  |  |  |                                           |
|                 | George Cranfield Berkeley           |  |                                               |                                           |  |  |  |  |  |  |  |                                           |
|                 |                                     |  |                                               |                                           |  |  |  |  |  |  |  |                                           |
|                 |                                     |  |                                               | Elizabeth Draxová                         |  |  |  |  |  |  |  |                                           |
|                 |                                     |  |                                               |                                           |  |  |  |  |  |  |  |                                           |
|                 | Georgiana Berkeley                  |  |                                               |                                           |  |  |  |  |  |  |  |                                           |
|                 |                                     |  |                                               |                                           |  |  |  |  |  |  |  |                                           |
|                 |                                     |  |                                               | George Lennox                             |  |  |  |  |  |  |  |                                           |
|                 |                                     |  |                                               |                                           |  |  |  |  |  |  |  |                                           |
|                 | Emilia Charlotte Lennoxová          |  |                                               |                                           |  |  |  |  |  |  |  |                                           |
|                 |                                     |  |                                               |                                           |  |  |  |  |  |  |  |                                           |
|                 |                                     |  |                                               | Louisa Kerrová                            |  |  |  |  |  |  |  |                                           |
|                 |                                     |  |                                               |                                           |  |  |  |  |  |  |  |                                           |